# Nedersticht (Utrecht)
Het Nedersticht was in de middeleeuwen een grondgebied dat deel uitmaakte van het Sticht Utrecht en grotendeels overeenkwam met de huidige provincie Utrecht. Het plaatselijk bestuur was door de Duitse keizer in handen gegeven van het Rooms-Katholieke bisdom Utrecht, maar het ging daarbij om het wereldlijk bestuur.
In 1375 werden diverse rechten en plichten tussen de bisschop en een raad bestaande uit Utrechtse geestelijken, edelen en diverse steden schriftelijk vastgelegd in de Stichtse Landbrief. Het fenomeen van het maken van afspraken over rechten en plichten van een bestuurder tegenover bestuurden stond niet op zichzelf maar kwam vaker voor in Europa. Beroemd voorbeeld is de Magna Carta uit 1215 tussen de Engelse koning en edelen. 
Het overige deel heette het Oversticht.